# Вулиця Келецька (Вінниця)
Вулиця Келецька — вулиця в місті Вінниця, одна з найбільших вулиць у районі «Вишенька».
Названа на честь міста-побратима Кельці (Польща). Також у місті Кельці є вулиця Вінницька.
На вулиці в радянські часи розташовувався ресторан «Кельце», який вважали найкращим у Вінниці.
Стара назва вулиці — Спартаківська[уточнити].

## Галерея

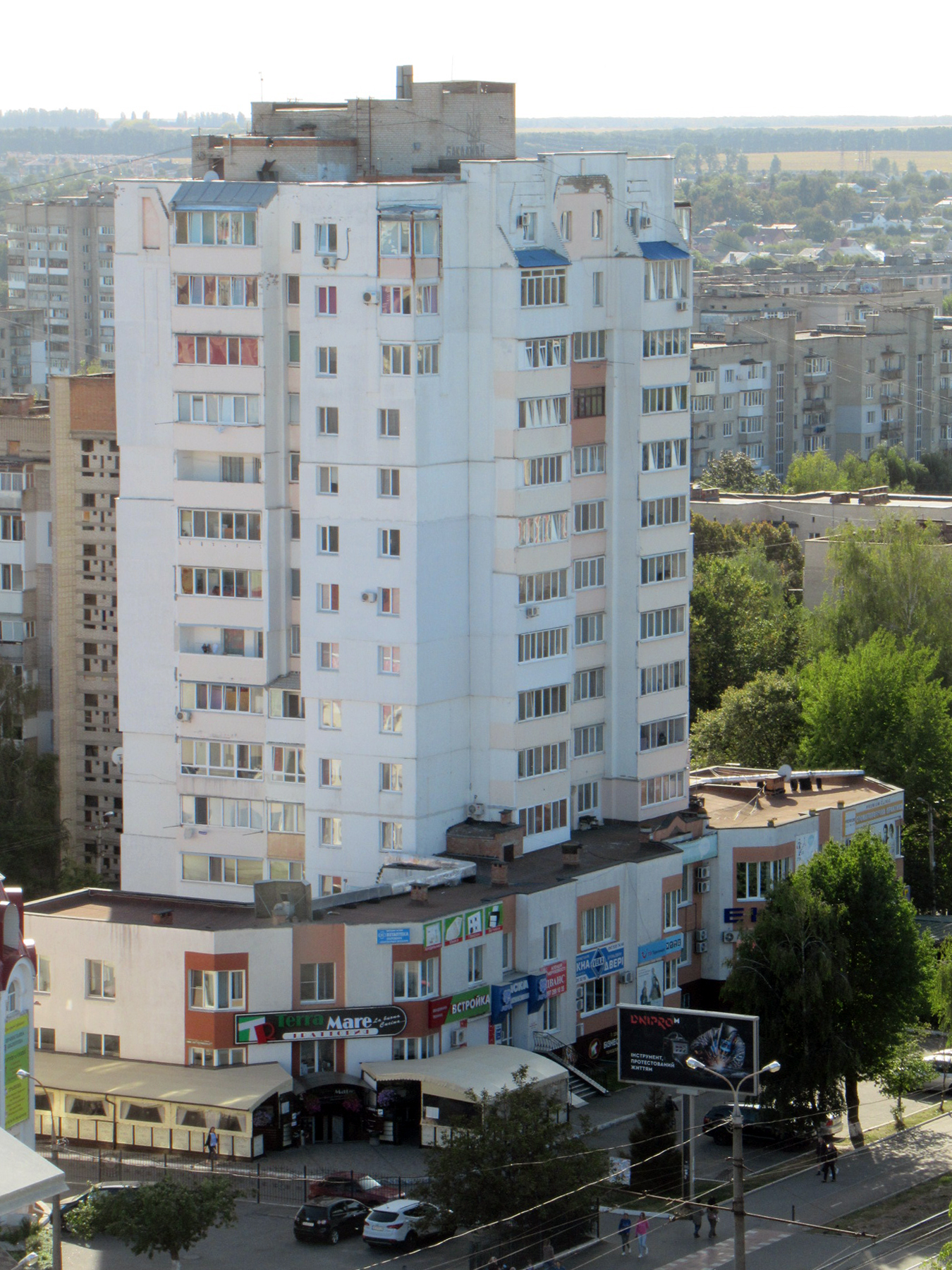
№ 61а – житловий будинок проєкту 5403
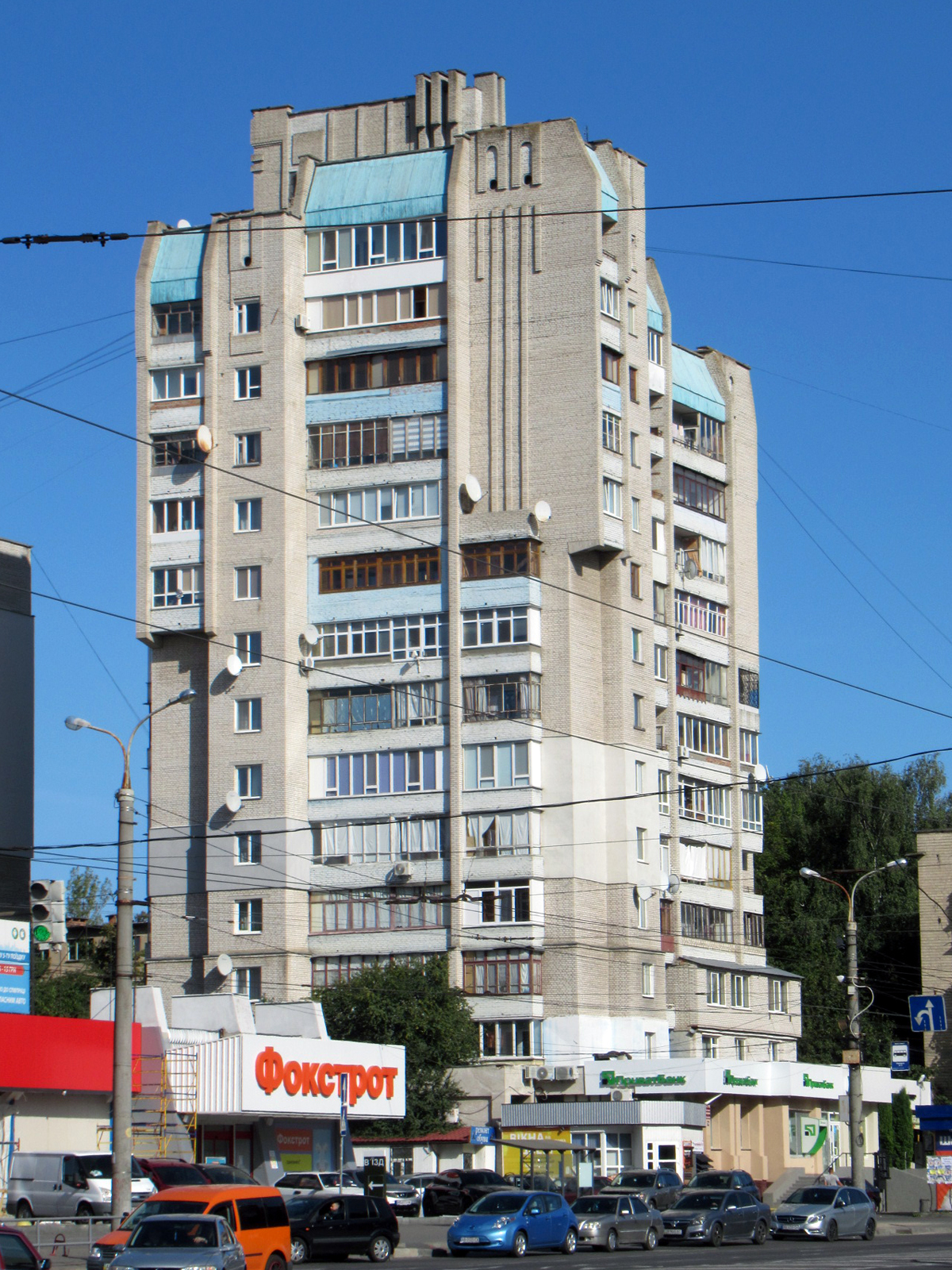
№ 78а – житловий будинок проєкту 124-87-151
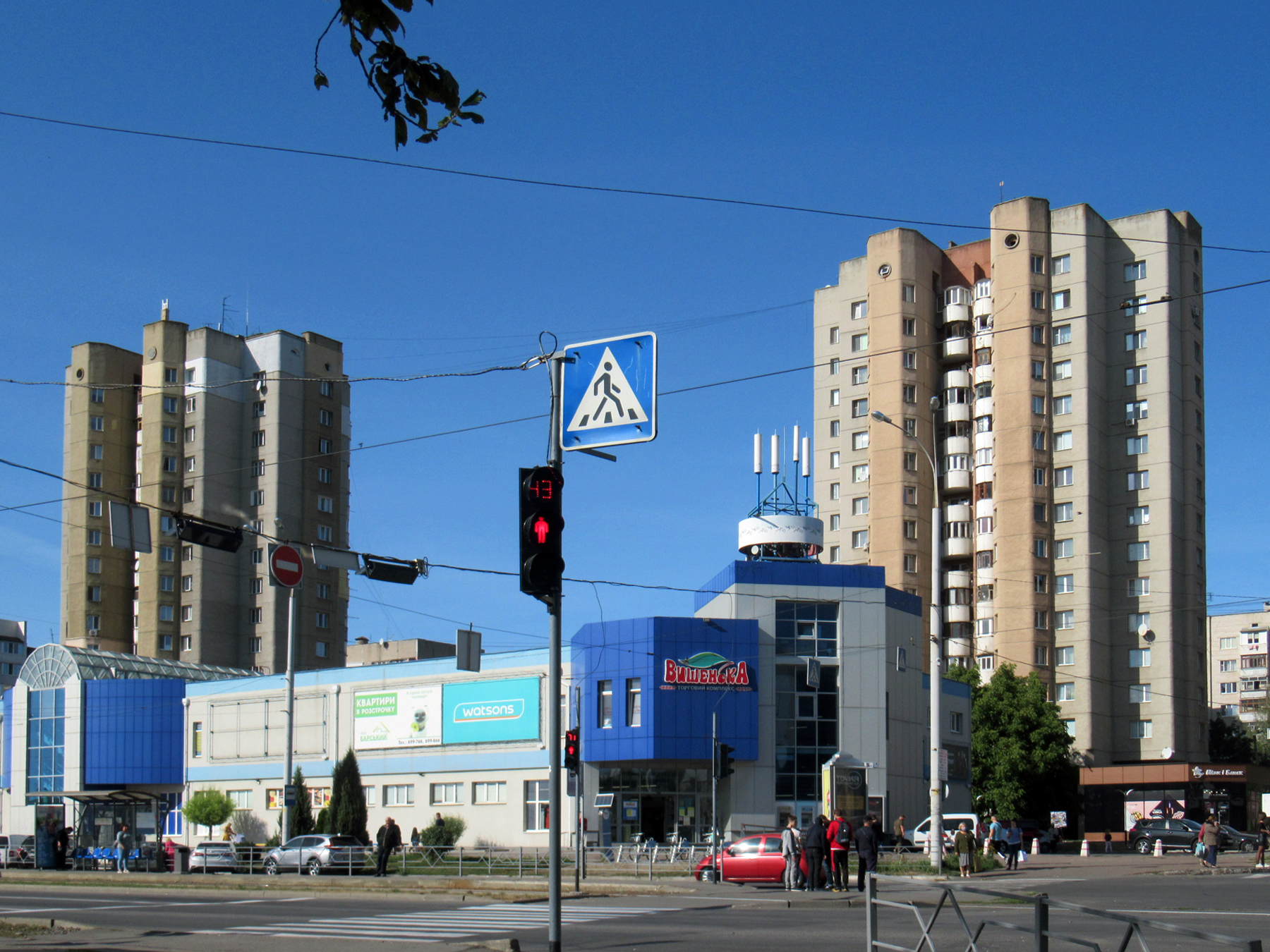
ріг вул. Келецької і Ващука, 9 мікрорайон Вишеньки: ТЦ «Вишенька» і монолітні будинки №№ 124 і 122
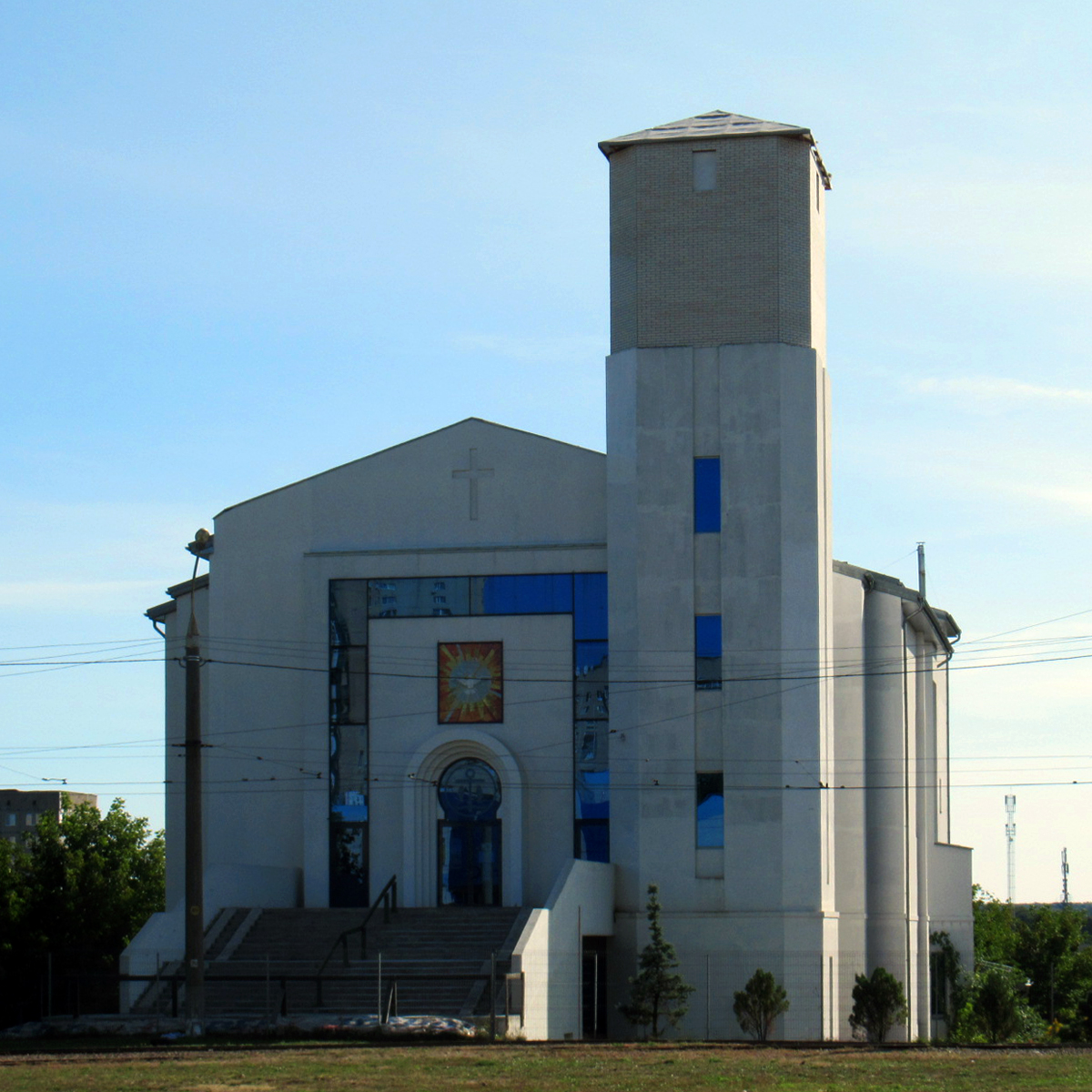
№ 117а – Костел Святого Духа
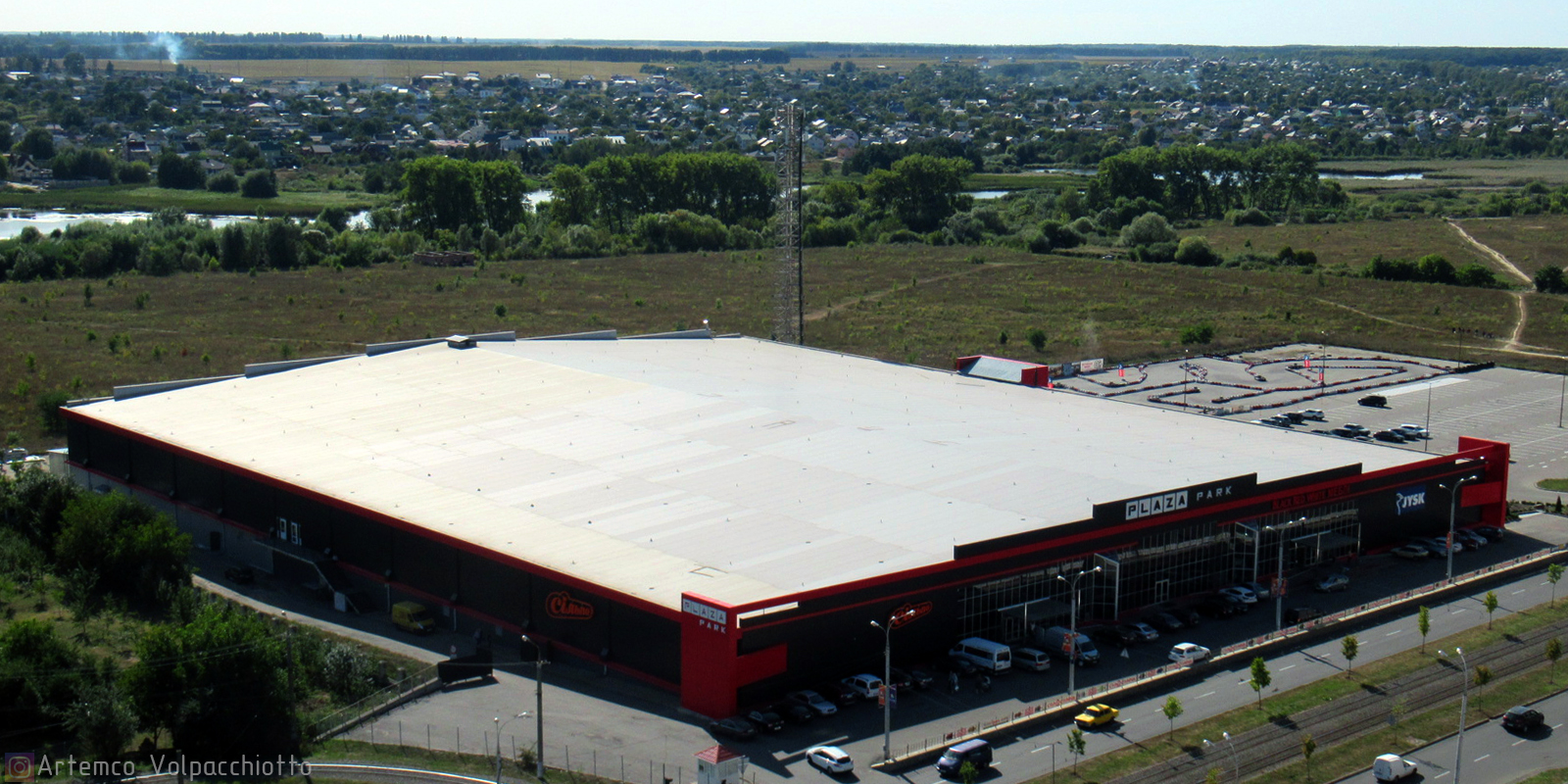
№ 121 — торговий центр «Плаза Парк»